# Joseph Galibardy
Joseph "Joe" Deville Thomas Galibardy (10. siječnja 1915.) je bivši indijski hokejaš na travi. 
Osvojio je zlatno odličje na hokejaškom turniru na Olimpijskim igrama 1936. u Berlinu igrajući za Britansku Indiju. Odigrao je pet susreta na mjestu veznog igrača.
Galibardy je zadnji živi član tog sastava koji je osvojio zlato. Danas živi u Londonu.

## Vanjske poveznice
- Profil na Database Olympics
- Bharatiya Hockey Stanje iz kolovoza 2007.